# Белюстин, Козьма
Козьма Белюстин (?—?) — мастер-кожевник, приглашённый в Россию в период правления Петра I, фабрикант, новатор российского кожевенного производства.

## Биография
В первой половине XVIII века при поддержке Петра I в Российской империи началось активное расширение химической практики (прежде всего направленной на укрепление военной мощи государства), включая кожевенную промышленность, в рамках которого широко привлекался зарубежный опыт. С целью улучшения выделки кож в Россию был приглашён ряд зарубежных мастеров кожевенного дела, одним из которых был Козьма Белюстин, бывший среди них в числе оставивших наиболее заметный вклад. 
В 1736 году под его управление был передан казённый (государственный) кожевенный завод в Москве, где Белюстиным было организовано производство выделанной кожи по саксонскому способу. 
Белюстин, ставший московским фабрикантом, являлся одним из новаторов российского кожевенного производства.